# Emílson Cribari
Emílson Sanches Cribari, mais conhecido como Emílson Cribari, ou simplesmente Cribari (Cambará, 6 de março de 1980), é um ex-futebolista brasileiro que atuava como zagueiro. Atualmente coordena a C25 Soccer Academy.

## Carreira
Cribari iniciou sua carreira em 1994, no Londrina, e logo após a passagem pelo clube paranaense, transferiu-se para a Itália, jogando por Empoli e Udinese.
Em 1998 em sua primeira temporada pelo Empoli conquista o Título do Campeonato Italiano Sub-20. Em 2004 é contratado pela Udinese.

### Passagem pelo futebol da Itália
Após boa temporada emprestado à Lazio, foi comprado em definitivo da Udinese por 5 milhões de euros. Ganhou reputação como um zagueiro de qualidade na defesa biancoceleste. Cribari foi um jogador chave na temporada 2006-2007 da Lazio, tendo a oportunidade de se classificar para a Liga dos Campeões da Europa. Em 2009 Cribari conquistou o Título da Coppa Itália e da Supercoppa Italiana. Contando o período de empréstimo, o zagueiro disputou 109 jogos e marcou 1 gol.
Entre 2010 Cribari é emprestado ao Siena e meses depois é contratado pelo Napoli, clube que já teve Maradona e Careca como ídolos.

### Volta ao Brasil e a curta passagem pelo Cruzeiro
Cribari assinou contrato por um ano junto ao Cruzeiro em julho de 2011, porém a passagem do zagueiro durou apenas 9 jogos.

### Rangers
Em 6 de agosto de 2012, assina contrato por duas temporadas com o clube escocês Rangers. O jogador afirmou em sua chegada: "Foi uma decisão fácil para mim, porque o clube tem uma história forte e é muito famoso no país, o Rangers, sem dúvida, é o maior clube da Escócia, é só olhar para suas conquistas". Cribari fez sua estreia em campo no dia 18 de agosto de 2012. Ajudou o clube a vencer a Terceira Divisão, com uma grande invencibilidade que rendeu o título em 30 de março de 2013. Deixou o Rangers em 2014 e retornou ao Brasil para iniciar a estratégia de um novo negócio no futebol. Em 2016 inaugura a C25 empresa com o ideal de construir sonhos e fazer a diferença na vida de jovens apaixonados pelo futebol.

## Títulos
Lazio
- Supercopa Itáliana: 2009[1]